# Geoffrey Hinton
Geoffrey Everest Hinton (Wimbledon, 6 december 1947) is een Brits-Canadese cognitief psycholoog en computerwetenschapper, vooral bekend om zijn werk op het gebied van kunstmatige neurale netwerken. Hij won, samen met John Hopfield, in 2024 de Nobelprijs voor Natuurkunde voor hun "basis leggende ontdekkingen en uitvindingen die het computers mogelijk maken om te leren met hulp van kunstmatige neuronnetwerken".

## Biografie
Hinton werd geboren in Wimbledon als zoon van de entomoloog Howard Everest Hinton (1912-1977) en de achterkleinzoon van de wiskundige en pedagoog Mary Everest Boole en haar man, de logicus George Boole. Zijn betovergrootoom was de landmeter George Everest.
Hij genoot onderwijs aan Clifton College in Bristel en de Universiteit van Cambridge als student aan King's College. Nadat hij diverse keer van studierichting was veranderd studeerde hij uiteindelijk in 1970 af met een BA in experimentele psychologie. Hij vervolgde zijn opleiding aan de Universiteit van Edinburgh waar hij in 1978, onder begeleiding van Christopher Longuet-Higgens, promoveerde in de kunstmatige intelligentie (AI).
Na zijn promotie was Hinton werkzaam aan de Universiteit van Sussex en de MRC Applied Psychology Unit. Hij vertrok naar de Verenigde Staten waar hij als post-doc onderzoek uitvoerde aan de Universiteit van Californië - San Diego en vanaf 1982 aan de Carnegie Mellon University. Vijf jaar later verruilde hij de VS voor Canada en werd hoogleraar aan de Universiteit van Toronto.
In 1998 verliet hij Canada en werd mede-oprichter van de Gatsby Charitable Foundation Computational Neuroscience Unit aan University College London. In 2001 keerde hij terug in Toronto als hoogleraar op de faculteit Computerwetenschappen. In 2012 verkocht Hinton zijn toenmalige start-up voor 44 miljoen dollar aan Google. Zelf bleef hij aan als vice-president en hoofd engineering.
Van 2013 tot 2023 werkte hij afwisselend voor Google LLC (Google Brain) en de Universiteit van Toronto. In mei 2023 kondigde hij publiekelijk zijn vertrek bij Google aan, vanwege bezorgdheid over de risico's van kunstmatige intelligentie en AI-technologie.

## Werk
Hinton bestudeerde de toepassing van kunstmatige neurale netwerken op het gebied van leren, geheugen, perceptie en symboolverwerking. Samen met David Rumelhart en Ronald J. Williams was Hinton co-auteur van een veel geciteerd artikel dat in 1986 werd gepubliceerd en dat het backpropagation-algoritme voor het trainen van meerlagige neurale netwerken populariseerde. Zij waren niet de eersten waren die de aanpak voorstelden. Voortbouwend op het Hopfield-netwerk creëerde Hinton samen met collega's een nauw verwante structuur voor machineleren, een zogeheten Boltzmann-machine. In tegenstelling tot eerdere systemen konden Boltzmann-machines geleerd worden om patronen te herkennen in grote datasets.
In het begin waren Boltzmann-machines erg inefficiënt en lastig te trainen. Maar Hinton en collega's hebben ze verbeterd en die nieuwe versies zijn nu onderdeel van grotere netwerken voor kunstmatige intelligentie (KI)-netwerken, zoals systemen die afbeeldingen of taal genereren.
Hinton wordt gezien als een leidende figuur in de deep learning-gemeenschap. AlexNet, ontworpen in samenwerking met zijn studenten Alex Krizhevsky en Ilya Sutskever voor de ImageNet challenge 2012, was een doorbraak op het gebied van beeldherkenning.

## Erkenning
Hinton ontving de 2018 Turing Award samen met Yoshua Bengio en Yann LeCun, voor hun werk over deep learning. Tot de andere onderscheidingen die Hinton in ontvangst mocht nemen behoren de Rumelhart-Preiss in 2001, de Dickson Prize in Science in 2021, de Prinses van Asturiëprijs in de categorie "Technisch en wetenschappelijk onderzoek" en een Royal Medal, beide in 2022.
1966: Alan J. Perlis ·
1967: Maurice V. Wilkes ·
1968: Richard Hamming ·
1969: Marvin Minsky ·
1970: J.H. Wilkinson ·
1971: John McCarthy ·
1972: Edsger Dijkstra ·
1973: Charles W. Bachman ·
1974: Donald E. Knuth ·
1975: Allen Newell, Herbert Simon ·
1976: Michael Rabin, Dana S. Scott ·
1977: John Backus ·
1978: Robert W. Floyd ·
1979: Kenneth E. Iverson ·
1980: Tony Hoare ·
1981: Edgar F. (Ted) Codd ·
1982: Stephen A. Cook ·
1983: Ken Thompson, Dennis M. Ritchie ·
1984: Niklaus Wirth ·
1985: Richard M. Karp ·
1986: John Hopcroft, Robert Tarjan ·
1987: John Cocke ·
1988: Ivan Sutherland ·
1989: William Kahan ·
1990: Fernando J. Corbató ·
1991: Robin Milner ·
1992: Butler Lampson ·
1993: Juris Hartmanis, Richard E. Stearns ·
1994: Edward Feigenbaum, Raj Reddy ·
1995: Manuel Blum ·
1996: Amir Pnueli ·
1997: Douglas Engelbart ·
1998: Jim Gray ·
1999: Frederick P. Brooks, Jr. ·
2000: Andrew Chi-Chih Yao ·
2001: Ole-Johan Dahl, Kristen Nygaard ·
2002: Ron Rivest, Adi Shamir, Leonard M. Adleman ·
2003: Alan Kay ·
2004: Vinton G. Cerf, Robert E. Kahn ·
2005: Peter Naur ·
2006: Frances E. Allen ·
2007: Edmund M. Clarke, E. Allen Emerson, Joseph Sifakis ·
2008: Barbara Liskov ·
2009: Charles Thacker ·
2010: Leslie Valiant ·
2011: Judea Pearl ·
2012: Shafi Goldwasser, Silvio Micali ·
2013: Leslie Lamport ·
2014: Michael Stonebraker ·
2015: Martin Hellman, Whitfield Diffie ·
2016: Tim Berners-Lee ·
2017: John L. Hennessy, David Patterson ·
2018: Yoshua Bengio, Geoffrey Hinton, Yann LeCun ·
2019: Patrick M. Hanrahan, Edwin E. Catmull ·
2020: Alfred Aho, Jeffrey Ullman ·
2021: Jack Dongarra ·
2022: Robert Metcalfe ·
2023: Avi Wigderson
- Association for Computing Machinery: 81100505762
- Bibsys: 90379086
- Bibliothèque nationale de France: cb13493774b (data)
- CiNii: DA02415663
- DBLP: 10/3248
- Gemeinsame Normdatei: 1068117893
- International Standard Name Identifier: 0000 0001 1776 1189
- Library of Congress Control Number: n80165215
- Mathematics Genealogy Project: 50071
- Nationale Bibliotheek van Tsjechië: jo20241240349
- Nationale bibliotheek van Australië: 36147886
- Nationale Bibliotheek van Israël: 987007426797905171
- Nationale Bibliotheek van Polen: a1000001204740
- Nederlandse Thesaurus van Auteursnamen: 068864469
- Istituto Centrale per il Catalogo Unico: MILV086248
- Système universitaire de documentation: 050314904
- Semantic Scholar: 1695689
- Trove: 1220254
- Virtual International Authority File: 94385551
- WorldCat: E39PBJdmkhc3bqPFHdQrcMtHYP